# جون تايلور (لاعب كريكت)
جون تايلور (9 يونيو 1937 - ) (بالإنجليزية: John Taylor)‏ هو لاعب كريكت بريطاني.